# Бор (Вожегодский район)
Бор — деревня в Вожегодском районе Вологодской области.
Входит в состав Бекетовского сельского поселения, с точки зрения административно-территориального деления — в Бекетовский сельсовет.
Расстояние по автодороге до районного центра Вожеги — 50 км, до центра муниципального образования Бекетовской — 2 км. Ближайшие населённые пункты — Боярская, Бекетовская, Гашково, Горка, Тарасовская, Порохино.
По переписи 2002 года население — 16 человек.